# Esqui estilo livre nos Jogos Olímpicos de Inverno de 2014 - Moguls feminino

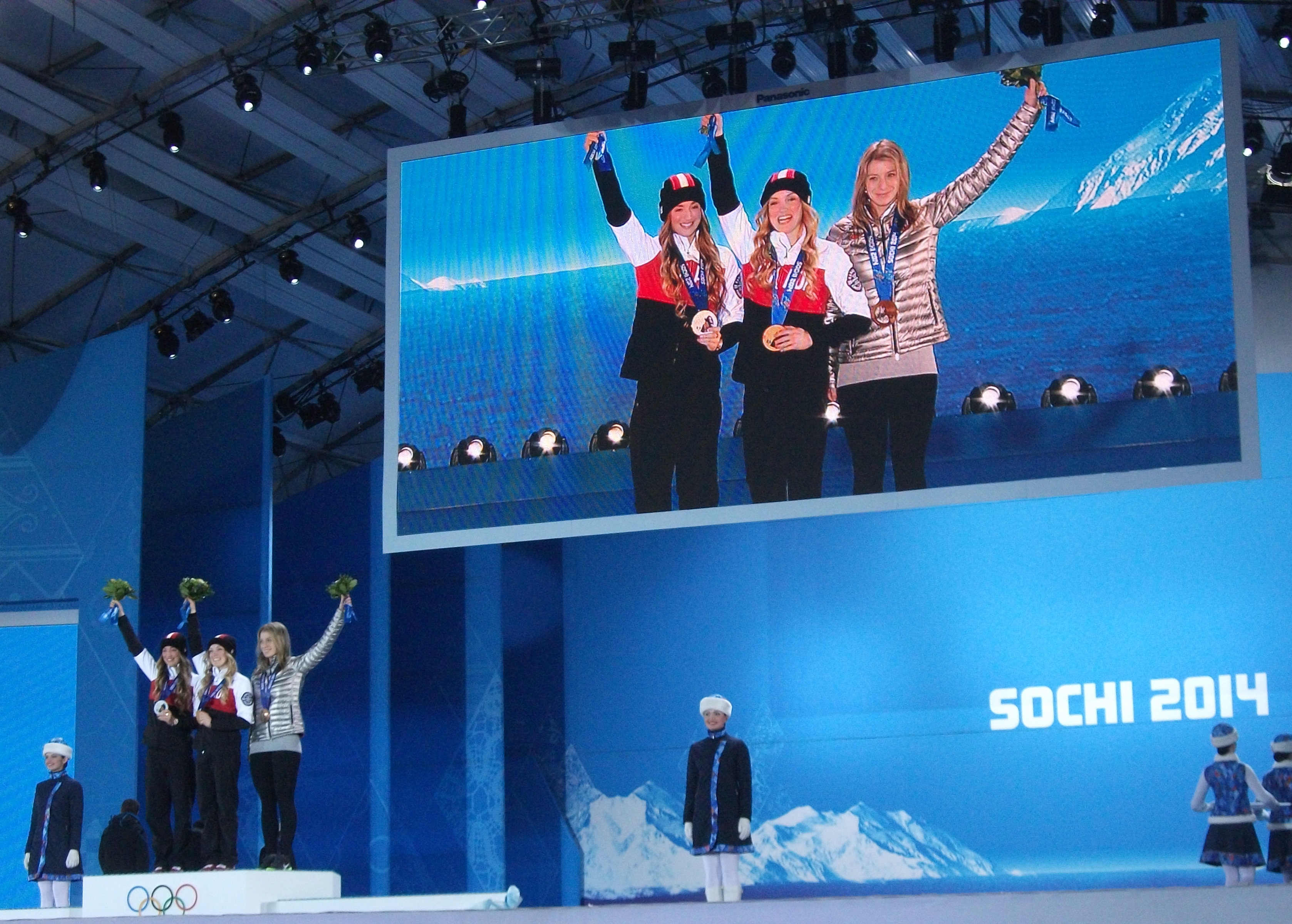
Medalhistas do esqui estilo livre feminino nos Jogos Olímpicos de Inverno de 2014.

A competição do moguls feminino do esqui estilo livre nos Jogos Olímpicos de Inverno de 2014 ocorreu nos dias 6 e 8 de fevereiro no Parque Extreme Rosa Khutor, na Clareira Vermelha em Sóchi.

## Medalhistas
| Ouro   | CAN Justine Dufour-Lapointe |
| Prata  | CAN Chloé Dufour-Lapointe   |
| Bronze | USA Hannah Kearney          |

## Programação
Horário local (UTC+4).
| Data           | Horário | Evento         |
| -------------- | ------- | -------------- |
| 6 de fevereiro | 18:00   | Qualificação 1 |
| 8 de fevereiro | 18:00   | Qualificação 2 |
| 8 de fevereiro | 22:00   | Final 1        |
| 8 de fevereiro | 22:35   | Final 2        |
| 8 de fevereiro | 23:10   | Final 3        |

## Resultados

### Qualificação 1
Na primeira rodada de classificação, as dez primeiras atletas classificam-se diretamente à final. As atletas restantes disputarão a qualificação 2.
| Pos. | Bib | Atleta                      | Tempo | Pontuação | Pontuação | Pontuação | Total | Notas |
| Pos. | Bib | Atleta                      | Tempo | Giros     | Aéreo     | Tempo     | Total | Notas |
| ---- | --- | --------------------------- | ----- | --------- | --------- | --------- | ----- | ----- |
| 1    | 1   | USA Hannah Kearney          | 30.14 | 12.6      | 4.46      | 5.99      | 23.05 | QF    |
| 2    | 3   | CAN Chloé Dufour-Lapointe   | 30.80 | 12.3      | 4.62      | 5.72      | 22.64 | QF    |
| 3    | 2   | CAN Justine Dufour-Lapointe | 32.02 | 12.3      | 4.74      | 5.24      | 22.28 | QF    |
| 4    | 7   | USA Eliza Outtrim           | 30.79 | 11.1      | 4.68      | 5.73      | 21.51 | QF    |
| 5    | 18  | FRA Perrine Laffont         | 31.92 | 11.2      | 4.86      | 5.28      | 21.34 | QF    |
| 6    | 6   | KAZ Yulia Galysheva         | 30.89 | 10.4      | 5.08      | 5.69      | 21.17 | QF    |
| 7    | 12  | JPN Aiko Uemura             | 30.74 | 10.7      | 4.56      | 5.75      | 21.01 | QF    |
| 8    | 5   | CAN Maxime Dufour-Lapointe  | 31.22 | 11.3      | 4.02      | 5.56      | 20.88 | QF    |
| 9    | 30  | CAN Audrey Robichaud        | 33.55 | 11.0      | 4.98      | 4.63      | 20.61 | QF    |
| 10   | 15  | RUS Regina Rakhimova        | 31.02 | 10.4      | 4.44      | 5.64      | 20.48 | QF    |
| 11   | 13  | CZE Nikola Sudová           | 31.30 | 10.9      | 3.96      | 5.52      | 20.38 |       |
| 12   | 8   | AUS Britteny Cox            | 31.74 | 10.4      | 4.44      | 5.35      | 20.19 |       |
| 13   | 16  | ITA Deborah Scanzio         | 30.56 | 9.7       | 4.50      | 5.82      | 20.02 |       |
| 14   | 10  | USA Heather McPhie          | 31.65 | 10.3      | 4.23      | 5.39      | 19.92 |       |
| 15   | 14  | JPN Junko Hoshino           | 30.95 | 9.5       | 4.56      | 5.66      | 19.72 |       |
| 16   | 28  | AUS Taylah O'Neill          | 33.14 | 10.0      | 3.78      | 4.79      | 18.57 |       |
| 17   | 21  | AUS Nicole Parks            | 31.45 | 9.0       | 4.02      | 5.47      | 18.49 |       |
| 18   | 34  | RUS Elena Muratova          | 31.65 | 9.2       | 3.36      | 5.39      | 17.95 |       |
| 19   | 23  | RUS Marika Pertakhiya       | 29.64 | 7.5       | 3.84      | 6.19      | 17.53 |       |
| 20   | 33  | CZE Tereza Vaculíková       | 34.03 | 9.3       | 3.72      | 4.44      | 17.46 |       |
| 21   | 31  | CHN Ning Qin                | 32.10 | 7.5       | 4.12      | 5.21      | 16.83 |       |
| 22   | 24  | JPN Arisa Murata            | 31.33 | 7.0       | 4.18      | 5.51      | 16.69 |       |
| 23   | 27  | KAZ Darya Rybalova          | 33.34 | 8.7       | 2.83      | 4.71      | 16.24 |       |
| 24   | 32  | KOR Seo Jee-Won             | 33.49 | 8.9       | 2.40      | 4.65      | 15.95 |       |
| 25   | 19  | RUS Ekaterina Stolyarova    | 38.78 | 3.5       | 2.4       | 2.54      | 8.44  |       |
| 26   | 22  | GER Laura Grasemann         | 37.72 | 0.3       | 3.54      | 2.97      | 6.81  |       |
| —    | 26  | NOR Hedvig Wessel           | DNF   | DNF       | DNF       | DNF       | DNF   |       |
| —    | 4   | USA Heidi Kloser            | DNS   | DNS       | DNS       | DNS       | DNS   |       |
| —    | 29  | KOR Seo Jung-Hwa            | DNS   | DNS       | DNS       | DNS       | DNS   |       |
| —    | 35  | JPN Miki Itō                | DNS   | DNS       | DNS       | DNS       | DNS   |       |

### Qualificação 2
Na segunda rodada de classificação as dez primeiras atletas se classificam à final. 
| Pos. | Bib | Atleta                   | Tempo | Pontuação | Pontuação | Pontuação | Total | Notas |
| Pos. | Bib | Atleta                   | Tempo | Giros     | Aéreo     | Tempo     | Total | Notas |
| ---- | --- | ------------------------ | ----- | --------- | --------- | --------- | ----- | ----- |
| 1    | 19  | RUS Ekaterina Stolyarova | 31.97 | 10.9      | 5.16      | 5.26      | 21.32 | Q     |
| 2    | 16  | ITA Deborah Scanzio      | 31.04 | 11.0      | 4.38      | 5.63      | 21.01 | Q     |
| 3    | 13  | CZE Nikola Sudová        | 31.48 | 11.5      | 3.48      | 5.45      | 20.43 | Q     |
| 4    | 8   | AUS Britteny Cox         | 31.48 | 10.1      | 4.38      | 5.45      | 19.93 | Q     |
| 5    | 24  | JPN Arisa Murata         | 32.65 | 9.7       | 4.69      | 4.99      | 19.38 | Q     |
| 6    | 10  | USA Heather McPhie       | 31.21 | 9.7       | 3.59      | 5.56      | 18.85 | Q     |
| 7    | 28  | AUS Taylah O'Neill       | 33.39 | 9.4       | 3.72      | 4.69      | 17.81 | Q     |
| 8    | 21  | AUS Nicole Parks         | 32.65 | 8.7       | 4.08      | 4.99      | 17.77 | Q     |
| 9    | 31  | CHN Ning Qin             | 31.60 | 8.8       | 3.54      | 5.41      | 17.75 | Q     |
| 10   | 23  | RUS Marika Pertakhiya    | 31.10 | 7.8       | 3.54      | 5.60      | 16.94 | Q     |
| 11   | 34  | RUS Elena Muratova       | 33.36 | 9.3       | 2.64      | 4.70      | 16.64 |       |
| 12   | 22  | GER Laura Grasemann      | 33.46 | 7.3       | 3.80      | 4.66      | 15.76 |       |
| 13   | 32  | KOR Seo Jee-Won          | 33.02 | 7.8       | 2.76      | 4.84      | 15.40 |       |
| 14   | 29  | KOR Seo Jung-Hwa         | 33.56 | 6.6       | 2.94      | 4.62      | 14.16 |       |
| 15   | 14  | JPN Junko Hoshino        | 32.37 | 1.4       | 3.12      | 5.10      | 9.62  |       |
| 16   | 26  | NOR Hedvig Wessel        | 36.47 | 1.0       | 1.74      | 3.47      | 6.21  |       |
|      | 33  | CZE Tereza Vaculíková    | DNF   | DNF       | DNF       | DNF       | DNF   |       |
|      | 27  | KAZ Darya Rybalova       | DNS   | DNS       | DNS       | DNS       | DNS   |       |
|      | 4   | USA Heidi Kloser         | DNS   | DNS       | DNS       | DNS       | DNS   |       |
|      | 35  | JPN Miki Itō             | DNS   | DNS       | DNS       | DNS       | DNS   |       |

### Final

#### Final 1
| Pos. | Bib | Atleta                      | Tempo | Pontuação | Pontuação | Pontuação | Total | Notas |
| Pos. | Bib | Atleta                      | Tempo | Giros     | Aéreo     | Tempo     | Total | Notas |
| ---- | --- | --------------------------- | ----- | --------- | --------- | --------- | ----- | ----- |
| 1    | 13  | CZE Nikola Sudová           | 30.76 | 12.0      | 4.08      | 5.74      | 21.82 | Q     |
| 2    | 7   | USA Eliza Outtrim           | 31.70 | 11.7      | 4.74      | 5.37      | 21.81 | Q     |
| 3    | 3   | CAN Chloé Dufour-Lapointe   | 31.90 | 12.1      | 4.26      | 5.29      | 21.65 | Q     |
| 4    | 2   | CAN Justine Dufour-Lapointe | 31.82 | 11.3      | 4.92      | 5.32      | 21.54 | Q     |
| 5    | 6   | KAZ Yulia Galysheva         | 30.73 | 10.8      | 4.71      | 5.75      | 21.26 | Q     |
| 6    | 15  | RUS Regina Rakhimova        | 31.84 | 10.9      | 4.98      | 5.31      | 21.19 | Q     |
| 7    | 1   | USA Hannah Kearney          | 31.54 | 11.6      | 3.92      | 5.43      | 20.95 | Q     |
| 8    | 8   | AUS Britteny Cox            | 30.87 | 10.2      | 4.98      | 5.70      | 20.88 | Q     |
| 9    | 22  | JPN Aiko Uemura             | 30.68 | 10.4      | 4.26      | 5.77      | 20.43 | Q     |
| 10   | 10  | CAN Audrey Robichaud        | 33.20 | 10.9      | 4.74      | 4.77      | 20.41 | Q     |
| 11   | 5   | CAN Maxime Dufour-Lapointe  | 31.90 | 10.9      | 4.14      | 5.29      | 20.33 | Q     |
| 12   | 16  | ITA Deborah Scanzio         | 29.94 | 9.8       | 4.25      | 6.07      | 20.12 | Q     |
| 13   | 10  | USA Heather McPhie          | 30.24 | 10.0      | 4.10      | 5.95      | 20.05 |       |
| 14   | 18  | FRA Perrine Laffont         | 32.82 | 10.2      | 3.66      | 4.92      | 18.78 |       |
| 15   | 21  | AUS Nicole Parks            | 32.05 | 9.3       | 3.84      | 5.23      | 18.37 |       |
| 16   | 28  | AUS Taylah O'Neill          | 33.03 | 9.8       | 3.54      | 4.84      | 18.18 |       |
| 17   | 23  | RUS Marika Pertakhiya       | 31.11 | 8.5       | 3.48      | 5.60      | 17.58 |       |
| 18   | 31  | CHN Ning Qin                | 32.04 | 7.8       | 4.23      | 5.23      | 17.26 |       |
| 19   | 19  | RUS Ekaterina Stolyarova    | 34.85 | 4.0       | 2.88      | 4.11      | 10.99 |       |
|      | 24  | JPN Arisa Murata            | DNS   | DNS       | DNS       | DNS       | DNS   |       |

#### Final 2
| Pos. | Bib | Atleta                      | Tempo | Pontuação | Pontuação | Pontuação | Total | Notas |
| Pos. | Bib | Atleta                      | Tempo | Giros     | Aéreo     | Tempo     | Total | Notas |
| ---- | --- | --------------------------- | ----- | --------- | --------- | --------- | ----- | ----- |
| 1    | 1   | USA Hannah Kearney          | 31.18 | 11.3      | 5.06      | 5.57      | 21.93 | Q     |
| 2    | 3   | CAN Chloé Dufour-Lapointe   | 31.97 | 12.0      | 4.44      | 5.26      | 21.70 | Q     |
| 3    | 2   | CAN Justine Dufour-Lapointe | 31.96 | 11.7      | 4.68      | 5.26      | 21.64 | Q     |
| 4    | 8   | AUS Britteny Cox            | 30.73 | 10.8      | 5.04      | 5.75      | 21.59 | Q     |
| 5    | 7   | USA Eliza Outtrim           | 31.90 | 11.2      | 5.04      | 5.29      | 21.53 | Q     |
| 6    | 22  | JPN Aiko Uemura             | 31.19 | 10.9      | 4.68      | 5.57      | 21.15 | Q     |
| 7    | 6   | KAZ Yulia Galysheva         | 30.52 | 10.8      | 4.48      | 5.84      | 21.12 |       |
| 8    | 15  | RUS Regina Rakhimova        | 31.89 | 11.1      | 4.68      | 5.29      | 21.07 |       |
| 9    | 13  | CZE Nikola Sudová           | 32.09 | 11.8      | 3.96      | 5.21      | 20.97 |       |
| 10   | 10  | CAN Audrey Robichaud        | 33.50 | 10.9      | 4.80      | 4.65      | 20.35 |       |
| 11   | 16  | ITA Deborah Scanzio         | 29.59 | 9.6       | 4.26      | 6.21      | 20.07 |       |
| 12   | 6   | CAN Maxime Dufour-Lapointe  | 31.25 | 9.8       | 3.30      | 5.54      | 18.64 |       |

#### Final 3
| Pos.              | Bib | Atleta                      | Tempo | Pontuação | Pontuação | Pontuação | Total | Notas |
| Pos.              | Bib | Atleta                      | Tempo | Giros     | Aéreo     | Tempo     | Total | Notas |
| ----------------- | --- | --------------------------- | ----- | --------- | --------- | --------- | ----- | ----- |
| Medalha de ouro   | 2   | CAN Justine Dufour-Lapointe | 31.56 | 12.1      | 4.92      | 5.42      | 22.44 |       |
| Medalha de prata  | 3   | CAN Chloé Dufour-Lapointe   | 31.71 | 12.1      | 4.20      | 5.36      | 21.66 |       |
| Medalha de bronze | 1   | USA Hannah Kearney          | 31.04 | 11.1      | 4.76      | 5.63      | 21.49 |       |
| 4                 | 22  | JPN Aiko Uemura             | 30.46 | 10.6      | 4.20      | 5.86      | 20.66 |       |
| 5                 | 8   | AUS Britteny Cox            | 31.19 | 10.2      | 3.66      | 5.57      | 19.43 |       |
| 6                 | 7   | USA Eliza Outtrim           | 31.49 | 9.9       | 4.02      | 5.45      | 19.37 |       |

Legenda
| Recorde mundial      | Recorde mundial (World record)               |                       | Recorde africano                      | Recorde africano (African) |                                           | Q | Classificado por posição (Qualified) |
| Recorde olímpico     | Recorde olímpico (Olympic record)            | Recorde da América    | Recorde da América (Americas)         | q                          | Classificado por melhor tempo (Qualified) |   |                                      |
| Melhor marca do ano  | Melhor marca do ano (World leading)          | Recorde asiático      | Recorde asiático (Asian)              | DNS                        | Não largou (Did not start)                |   |                                      |
| Recorde nacional     | Recorde nacional (National record)           | Recorde europeu       | Recorde europeu (European)            | DNF                        | Não terminou (Did not finish)             |   |                                      |
| Recorde pessoal      | Recorde pessoal do atleta (Personal best)    | Recorde da Oceania    | Recorde da Oceania (Oceania)          | DSQ / DQ                   | Desclassificado (Disqualified)            |   |                                      |
| Recorde da temporada | Recorde da temporada do atleta (Season best) | Recorde sul-americano | Recorde sul-americano (South America) | NM                         | Sem marca (No mark)                       |   |                                      |